# Praamgracht 5-7 en 9-11
De beide dubbele villa's aan de Praamgracht 5-7 en 9-11 zijn een gemeentelijk monument in Baarn in de provincie Utrecht.
De identieke blokken huizen zijn rond 1905 gebouwd. De voorgevels zijn symmetrisch, de twee huizen van ieder blok vormen elkaars spiegelbeeld. De topgevels bevinden zich in het midden, die van 5-7 en 9-11 zijn verschillend uitgewerkt. Naast de topgevels is een erker met een balkon erboven. De erkers hebben jugendstil-kenmerken.
De ingangen bevinden zich in een portiek, op de hoek van voor- en zijgevel. Deze zijgevels zijn als topgevel uitgevoerd.

## Galerie

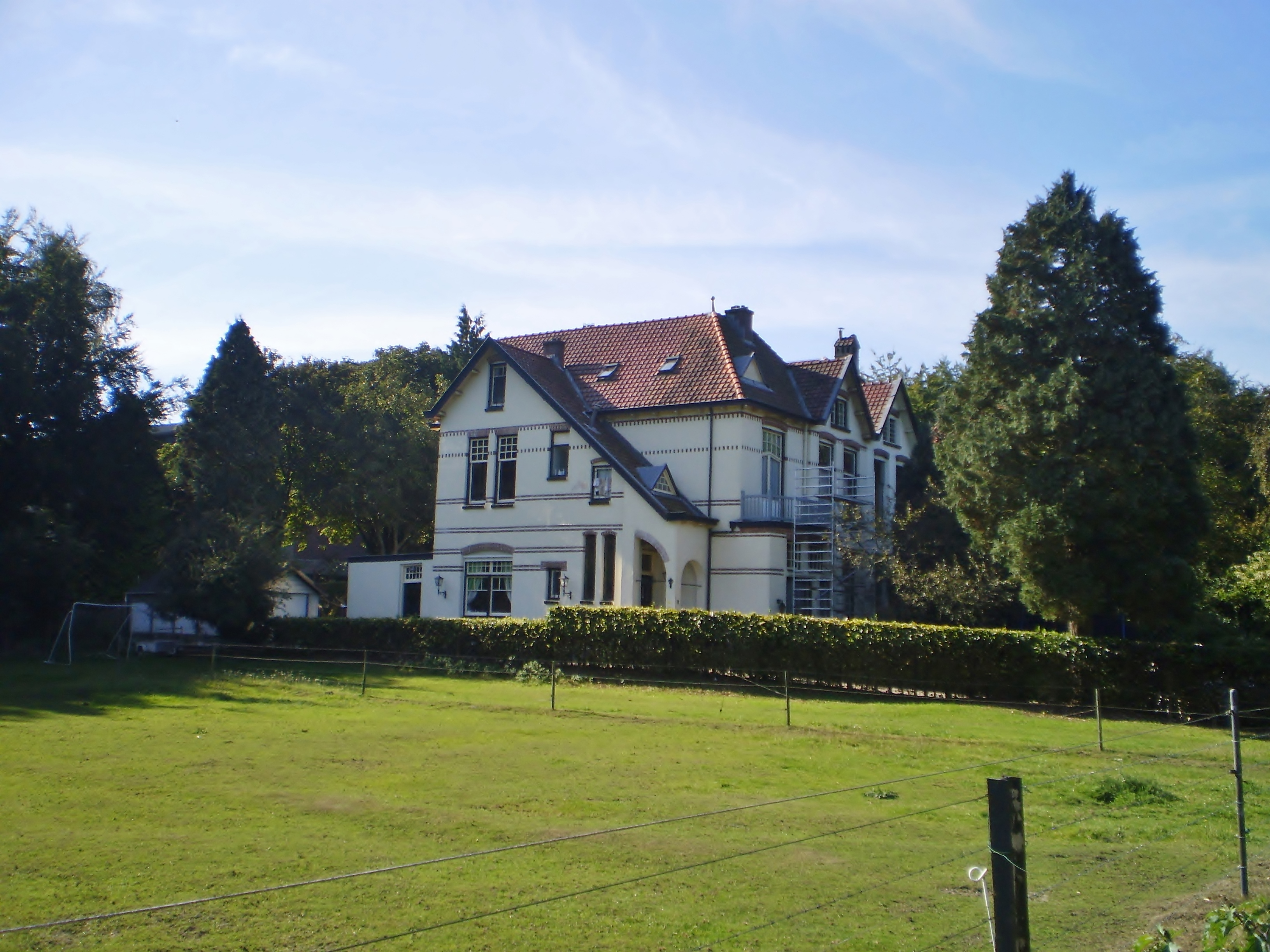
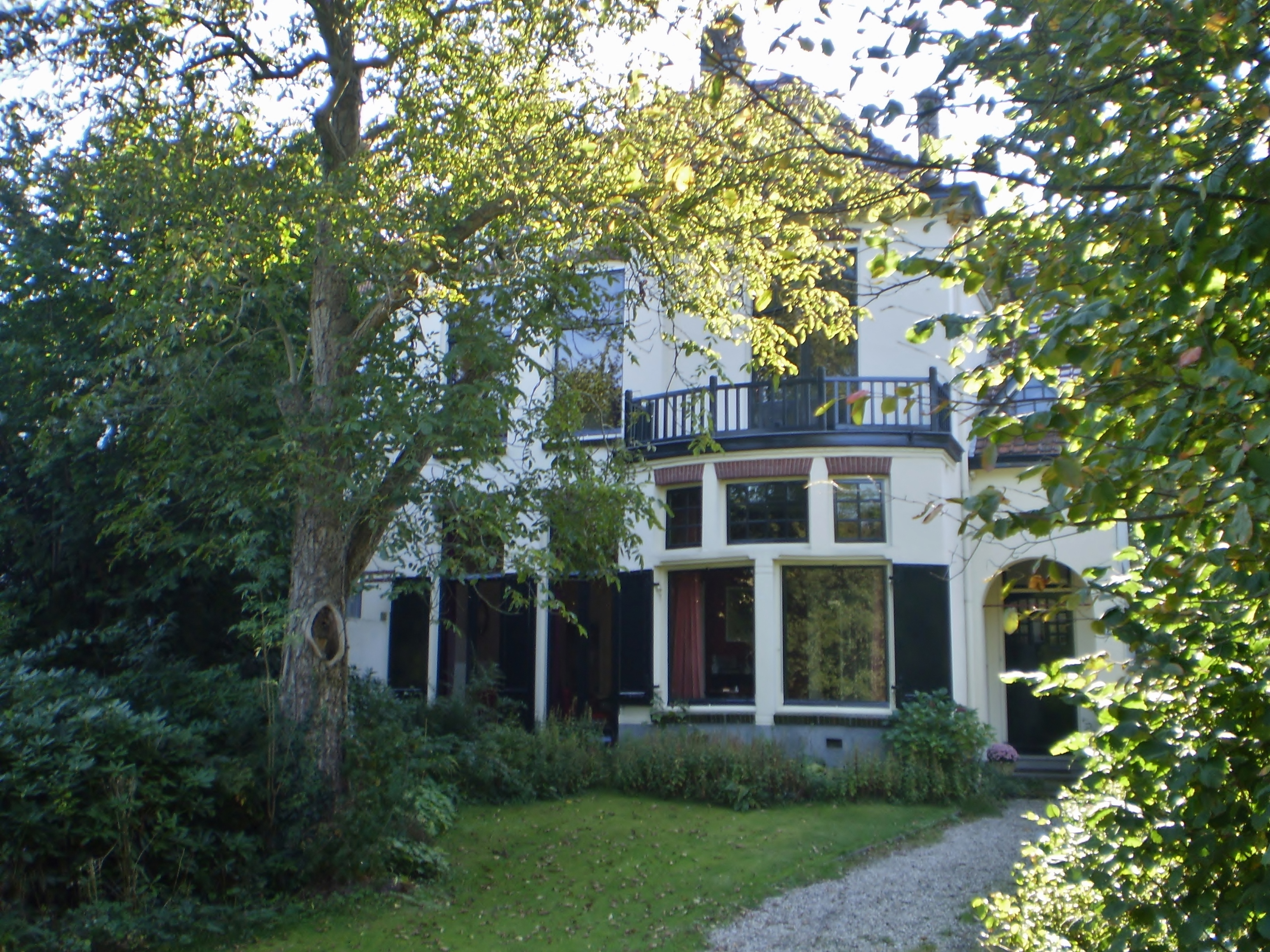
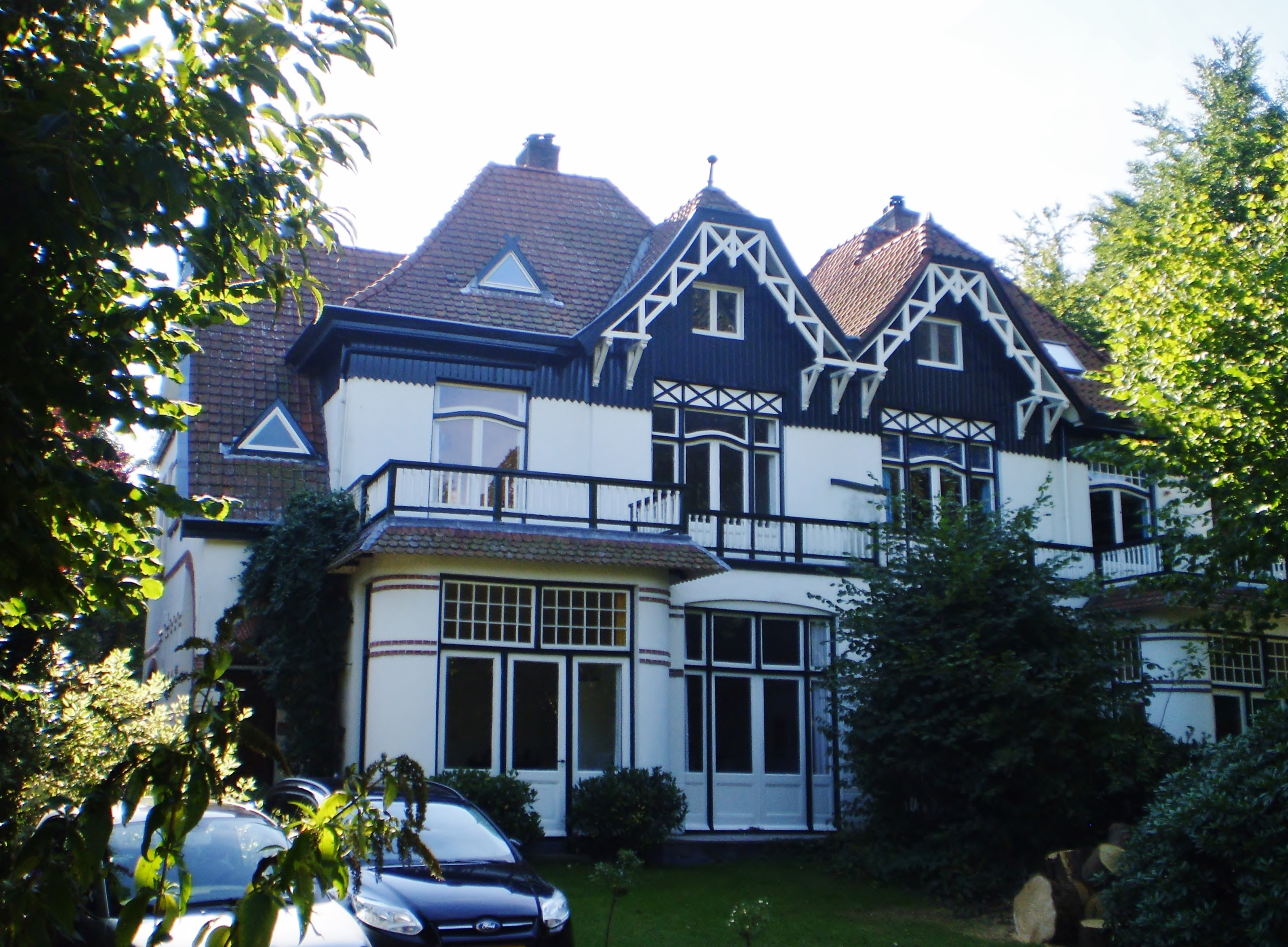
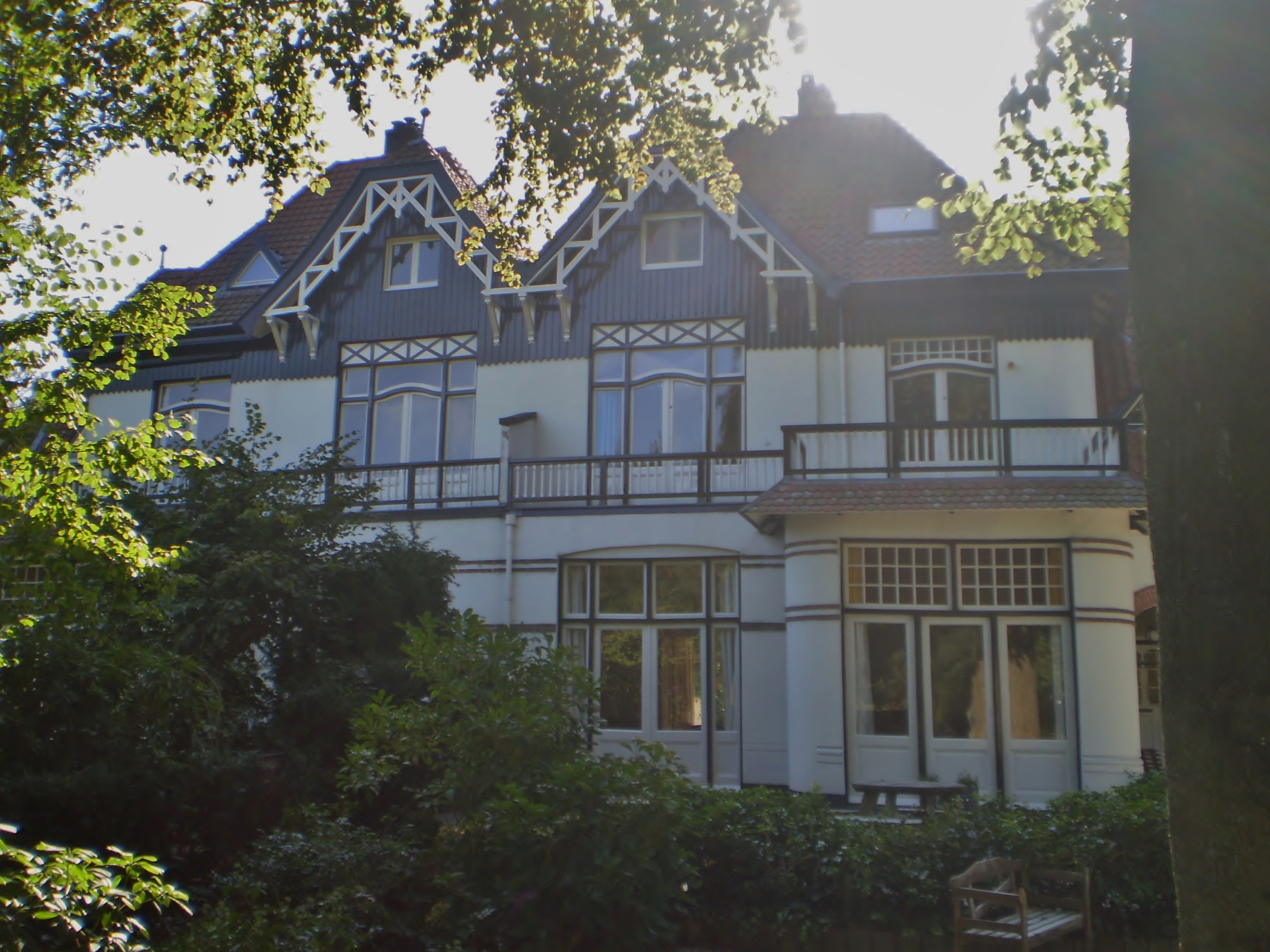
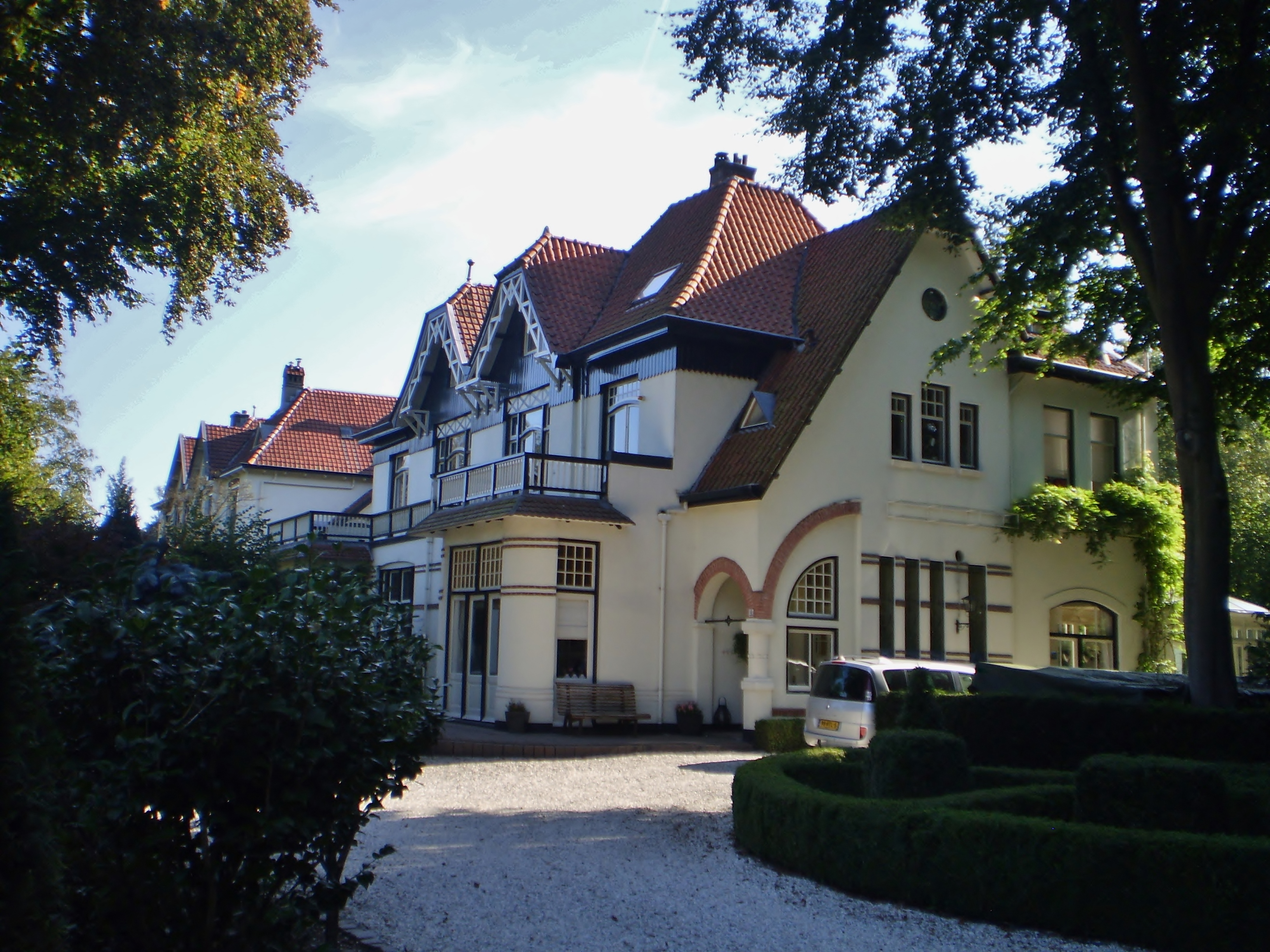